# Hayley Smith (Home and Away)
Hayley Rose Smith - Hunter (apellido de soltera Smith, previamente Lawson), es un personaje ficticio de la serie de televisión australiana Home and Away, interpretado por la actriz Rebecca "Bec" Hewitt del 28 de septiembre de 1998 hasta principios del 2005 y por la actriz Ella Scott Lynch de septiembre al 25 de noviembre del 2005.

## Biografía
Hayley provenía de un hogar destruido junto con sus hermanos Will y Nick, su padre era un alcohólico y su madre sufría de una enfermedad psicológica grave que la volvía violenta y al final terminó en un manicomio.
Llegó por primera vez a Summer Bay a finales de 1998 buscando a su hermano mayor Will, después de haber huido de sus padres adoptivos. A su llegada Will la dejó quedarse en casa de Irene Roberts. 
Durante su estadía en Summer Bay se hizo muy buena amiga de Gypsy Nash, Peta Janossi, Leah Poulos y Dani Sutherland.
Hayley rápidamente se enamoró de Sam Marshall, un residente de Bay, sin embargo la relación comenzó a tener problemas y se volvió un triángulo amoroso con la llegada de Daria.
Después de caminar con Sam, Will y Gypsy, son capturados y retenidos como rehenes por unos hombres con pistolas, después de pasar la noche con ellos fueron rescatados. La relación con Sam llegó a su fin en 1999, aunque pasaron una noche juntos Sam desapareció dejando a Hayley con el corazón roto. Sin embargo poco después se enamoró y comenzó a salir con el recién llegado Mitch, a quien Hayley había ayudado cuando este se encontraba escondido en el bote de Travis.
Ken Smith llegó a Summer Bay, después de haberse recuperado de su adicción al alcohol y con el objetivo de reconstruir su relación con sus hijos, lo cual hizo entusiasmo a Hayley pero a Will no. Hayley terminó con Mitch en el 2000 cuando descubrió que este se había acostado con Gypsy Smith. 
Hayley quedó encantada cuando su hermano menor Nick llegó a la bahía para quedarse, poco después su padre se comprometió con Irene Roberts sin embargo la felicidad no duro ya que poco el día de la boda Ken murió, lo cual la dejó devastada y ocasionó un cambio en su conducta, una noche durante una fiesta se metió en problemas y fue rescatada por Noah Lawson un motociclista que pasaba. Después de superar un año difícil, Hayley reprobó sus exámenes por lo que decidió presentarlos de nuevo. Sin embargo encontró consuelo en sus obras de arte, Don le pidió que hiciera algunos dibujos para su nuevo libro, durante la presentación del libro Hayley vio el espíritu de su padre parado entre la multitud lo cual le dio la confianza para continuar su vida y lograr sus objetivos. 
Su relación con Noah continuó sin embargo durante el inicio del 2001, Hayley de 18 años descubrió a Noah besando a Skye Patterson y decidió terminar con él. Esto ocasionó que Noah comenzara a beber y las cosas fueron de mal en peor cuando Hayley se hizo amiga de su madre, a quien Noah detestaba; durante un breve período se reconciliaron pero luego terminaron.
Luego comenzó a salir con el hermano adoptivo de Shauna Bradley, Aidan quien comenzó a utilizar a Hayley, vistiéndola con la ropa que él quería que se pusiera y haciendo que hiciera lo que él quisiera, sin embargo a pesar de los intentos de Irene y Noah por alejarla de Aidan, Hayley no podía ver nada malo en él, fue hasta que Gypsy le mostró como era Aidan en realidad que decidió terminar su relación con él.
Durante su estadía en el Reino Unido Hayley se enamoró del portero del hotel, Robbie quien compartía su amor por el arte, sin embargo cuando este le pidió que se quedara con él en Londres Hayley se dio cuenta de que Noah era la persona que amaba y regresó con él. Sin embargo Hayley se emborrachó y con algunas tabletas y alcohol lo cual ocasionó que se terminara en los brazos de un miembro del club rival de surf, a quien Noah golpeo.
Durante ese tiempo Hayley regresó a sus estudios pero se encontró atrapada entre Will y Gypsy mientras discutían acerca del inminente nacimiento de su hija. Después de terminar la escuela, Hayley necesitaba dinero por lo que decidió poner sus habilidades artísticas en pinturas, comenzó a trabajar en el drop-in centre y a hacer camisetas.
Hayley comenzó a ayudar a Nathan a superar algunos de sus problemas después de que este saliera de prisión, con quien terminó siendo un muy buen amigo. Con Noah viviendo en la casa de la playa su relación dio un paso, sin embargo poco después Noah se enfermó de meningitis y casi muere, después de esto decidieron que se iban a mudar juntos y encontraron un lugar llamado "The Palace" donde se mudaron con Josh West.
Hayley siguió el consejo de Celia y junto con Leah Patterson - Baker comenzaron un negocio de camisetas. Tiempo después Hayley y Noah se fueron a un crucero, pero Hayley desapareció sin embargo luego fue encontrada, poco después Josh decidió dejar la bahía y le ofrecieron el cuarto a Aimee, quien comenzó a vestirse y peinarse como Hayley, así que decidieron traer de vuelta a Josh. Noah comenzó a sospechar de Hayley cuando esta comenzó a salir con su antiguo amigo Jesse McGregor, sin embargo Hayley convenció a Noah que no había nada entre ellos y finalmente decidió trabajar con Jesse en el gimnasio. 
A principios del 2003 Noah descubrió que Hayley había besado a Josh, lo cual ocasionó que la relación se terminara. Entonces Hayley comenzó a salir con Josh pero la relación no duró y Hayley terminó con él cuando Alf la convenció de que había soñado que ellos no eran una pareja feliz. Hayley no pasó mucho tiempo sola ya que comenzó a salir con el hermano de Leah, Alex Poulos al inicio la relación causó varios problemas lo cual obligó a Hayley a mudarse de The Palace.
Hayley se unió a un equipo de fútbol y logró que Alex se convirtiera en el entrenador del equipo, pero se encontró peleando con Amber, su compañera de equipo por el afecto de Alex. Muy pronto Alex se volvió adicto a los esteroides al intentar comenzar su propia carrera en el fútbol, lo cual ocasionó que la relación llegara a su fin. 
En un accidente de coche Hayley se estrelló en un árbol y se golpeó tan fuerte el rostro que perdió la memoria, pero fue Noah quien la ayudó a recuperarse y a superar el trauma y muy pronto comenzaron a salir de nuevo. Algunos meses después en el cumpleaños número 21 Noah le propuso matrimonió a Hayley y ella aceptó. 
En el 2004 Hayley se casó con Noah Lawson, el mismo día en que Kirsty Sutherland y Kane Phillips reafirmaron su unión, sin embargo la felicidad no duró ya que Noah fue asesinado a tiros por Sarah Lewis, convirtiendo a Hayley en viuda.
Durante el 2005 Hayley se sintió preparada para continuar su vida y comenzó una amistad con Kim Hyde y Scott Hunter, con quienes se acostó. Tiempo después encontró de nuevo el amor con Scott, sin embargo la relación terminó cuando Hayley se enteró de que estaba embarazada y que el padre era Kim. Kim le propuso matrimonio a Hayley y tras pensarlo por semanas Hyley aceptó, aun cuando todavía sentía cosas por Scott. Con el paso de los días se hizo evidente para varios residentes de Summer Bay, incluso a su hermano Will, que Hayley no era; sin embargo Hayley negó que esto fuera cierto. El día de la boda Scott y Amanda se pierden en el mar lo cual hace que Hayley demuestre sus verdaderos sentimientos hacia Scott y Kim al darse cuenta de que ella todavía lo ama decide cancelar la boda. 
Hayley decide irse sin decirle a nadie a Old Fairsham Road, un lugar alejado para poder aclarar sus pensamientos; pero mientras está en la casa rodante Hayley comienza a sentir dolores, hasta que estos se vuelven más fuertes Hayley decide pedir ayuda, pero nadie sabe dónde está y su teléfono no tiene señal. Hayley logra comunicarse con Scott, pero como la recepción es mala se corta la señal y lo único que logra escuchar es "Old". Beth Hunter, Alf Stewart, Kim y Scott están preocupados porque saben que Hayley sufre de problemas en su corazón. Así que Scott, Kim y Alf salen a buscarla; Alf y Kim se dirige a "Old Wickham Road" y a "Old Creek" mientras que Scott va a "Old Faisham Road", donde encuentra a Hayley a punto de comenzar su labor de parto, con su ayuda Hayley da a luz a su pequeño hijo, Noah Lawson Hunter.
Sin embargo después de dar a luz Hayley pierde la conciencia y Scott se queda con ella y logra despertarla, poco después son encontrados por Kim y Alf y la llevan al hospital donde se recupera.
Después del nacimiento del bebé Noah, descubren que el verdadero padre es Scott y que Zoe McCallister cambió los resultados de paternidad para que todos creyeran que Kim era el padre, lo cual dejó devastado a Kim. 
Poco después Scott le pide a Hayley que se case con él y ella acepta; ambos se mudan a Europa donde Scott consiguió un trabajo. En él 2007 Scott y Hayley se casaron en Francia.